# Camille Mayran
Camille Mayran (* 29. Januar 1889 in München, Königreich Bayern; † 26. April 1989 in Straßburg, Département Bas-Rhin) war eine französische Schriftstellerin und Übersetzerin.

## Leben
Camille Mayran ist das Pseudonym von Henriette Sophie Marianne Saint-René Taillandier. Sie war die Tochter des Diplomaten Georges Saint-René Taillandier und dessen Ehefrau Madeleine Marie Chevrillon. Sie war die Enkelin des Historikers Saint-René Taillandier und die Großnichte des Philosophen Hippolyte Taine. Ihre jüngere Schwester Louise heiratete später den Schriftsteller Joseph Aynard (1875–1946).
Mayrans Ehemann Pierre Hepp war Journalist und Chefredakteur der Zeitschrift Revue de Paris und die gemeinsame Tochter war die Literaturwissenschaftlerin Noémi Hepp. Das Ehepaar war u. a. befreundet mit Charles Du Bos, André Gide und Ernst Robert Curtius.

## Ehrungen
- 1918 – Grand Prix du Roman (Académie française) für den Roman Histoire de Gotton Connixloo
- 1948 – Prix Alice Louis Barthou für ihr Gesamtwerk
- 1952 – Prix Alix Louis Barthou

## Werke (Auswahl)
Als Autorin
- L’épreuve du fils. Plon, Paris 1921.
- Hiver. Grasset, Paris 1926.
- Mémoire de Beauvais. Grasset, Paris 1947.
- Larmes et lumières à Orandour. Plon, Paris 1951.

Als Übersetzerin
- John Galsworthy: Le propriétaire.[1]